# Andalé Mono
 (octobre 2013).
Si vous disposez d'ouvrages ou d'articles de référence ou si vous connaissez des sites web de qualité traitant du thème abordé ici, merci de compléter l'article en donnant les références utiles à sa vérifiabilité et en les liant à la section « Notes et références ».
Andalé Mono (communément appelé Andale Mono) est une police de caractères à chasse fixe sans-serif, créée par Steve Matteson pour les terminaux informatiques et le développement informatique.
Elle fut à l’origine conçue pour le projet Taligent (en) d’Apple et IBM.